# Ahmed Abdi Godane
Ahmed Abdi Godane (en somalimAxmed Cabdi Godane; en árabe, أحمد عبدي جودان) (Hargeisa, 10 de julio de 1977 – 1 de septiembre de 2014), también conocido como Mukhtar Abu Zubair, fue un Emir de Al-Shabaab, un grupo islamista con base en Somalia con vínculos con Al Qaeda. Godane, que recibió entrenamiento y luchó en Afganistán, fue calificado por Estados Unidos como terrorista. Sucedió a Mukhtar Robow que había ocupado el cargo durante varios meses después de la muerte de Aden Ayro. Fue asesinado por un ataque de drones estadounidenses el 1 de septiembre de 2014 en el Sur de Somalia.

## Primeros años
Ahmed Abdi Godane nació en Hargeisa, Somalia el 10 de julio de 1977. Se unió al clan Isaaq del norte de Somalia, como brazo derecho de Ibrahim "al-Afghani" que fue otro líder clave en Al-Shabaab antes de su asesinato por leales a Godane en junio de 2013. Estudió el Corán en Hargeisa y ganó becas para estudiar en Sudán y Pakistán. Llevó una vida tranquila y piadosa y, según los informes, escribió poesía. .
Mientras estaba en la región de Somalilandia de Somalia, Godane había trabajado para Al-Barakat, una empresa de remesa somalí  y la franquicia local de Al-Itihaad al -Islamiya (AIAI). Presuntamente estuvo involucrado con Aden Hashi Farah Aero en el asesinato de la pareja británica Dick y Enid Eyeington, que dirigían una escuela en la región.
A mediados de 2006, se convirtió en secretario general del Consejo Ejecutivo de la UCI. El 24 de septiembre de 2006, el ICU capturó la importante ciudad portuaria de Barre Adan Shire Hiiraale líder de la Alianza del Valle de Juba. Allí hubo tuvo una disputa tribal entre líderes de Habar Gidir de la facción Al Shabaab dentro de la UCI y las Brigadas Ras Kamboni de Ogaden dirigido por Hassan Abdullah Hersi al-Turki sobre el puesto de líder de la policía militar. Se llegó a un compromiso en el que ambos grupos acordaron nombrar a Ahmed Godane, un forastero que proviene del clan Arap del norte, como jefe de las fuerzas militares en la ciudad estratégica de Kismayo, Bajo Juba.

### Al-Qaeda
En septiembre de 2009, Godane apareció en el video de Al-Shabaab video donde ofrecía sus servicios a Bin Laden. El video parecía ser una respuesta a un Bin Laden de marzo de 2009 en el que instaba a los somalíes a derrocar al recién elegido presidente de Somalia Sharif Ahmed. En enero de 2010, Godane, hablando en nombre de Al-Shabaab, emitió una declaración reiterando su apoyo a al-Qaeda y declaró que habían "acordado unirse a la jihad internacional de al-Qaeda". Por su relación a Al-Qaeda, el gobierno de Estados Unidos anunció una recompensa de 7 millones de dólares por información que conduzca a la captura de Godane.

### Tensiones dentro de Al-Shabaab
Godane y su amigo Ibrahim Haji Jama Mee'aad (también conocido como Ibrahim Al-Afghani) alcanzaron prominencia dentro de Al-Shabaab en ese momento, pero, a pesar de su estrecha relación, los dos hombres tenían opiniones muy divergentes sobre cuál era el futuro de Al-Shabaab. Esto provocó tensiones dentro de la organización y la alienación de muchos de los amigos más antiguos de Godane, ya que se hizo evidente que la agenda de Godane era transnacional.

## Muerte
En agosto de 2014, el gobierno somalí lanzó la Operación Océano Índico para limpiar las bolsas de territorio en poder de los insurgentes en el campo. El 1 de septiembre de 2014, un ataque de drones norteamericanos localizó y mató al líder de Al-Shabaab, Godane. Las autoridades estadounidenses elogiaron la redada como una gran pérdida simbólica y operativa para Al-Shabaab, y el gobierno somalí ofreció una amnistía de 45 días a todos los miembros moderados del grupo militante. Los analistas políticos también sugirieron que la muerte del comandante insurgente probablemente conduciría a la fragmentación y eventual disolución de Al-Shabaab.
El 2 de septiembre de 2014, al-Shabaab confirmó que Godane viajaba en uno de los dos vehículos por los misiles del U.S. AGM-114 Hellfire del día anterior. No se confirmó de inmediato si el propio Godane estaba entre los seis militantes muertos. Los vehículos se dirigían hacia la ciudad costera de Barawe, la base principal de al-Shabaab. El 5 de septiembre de 2014, el Pentágono confirmó la Cumbre de la OTAN de Newport que Godane había sido asesinado en el ataque. El 6 de septiembre de 2014, al-Shabaab confirmaba oficialmente la muerte de Godane y anunciaba a Ahmad Umar como su sucesor.